# تاوريرت (أقرمود)
تاوريرت هي إحدى مشيخات المملكة المغربية، تتبع جغرافيا لإقليم الصويرة وإداريًا لأقرمود. يقدر عدد سكانها بـ 5549 نسمة حسب الإحصاء الرسمي للسكان والسكنى لسنة 2004.